# 尚德赖
尚德赖（法語：Champdray，法語發音：[ʃɑ̃dʁɛ] ⓘ）是法国大东部大区孚日省的一个市镇，属于孚日圣迪耶区。

## 地理
尚德赖（48°8'7"N, 6°45'10"E）面积9.49 平方千米，位于法国大東部大區孚日省，该省份为法国东北部内陆省份，北起默兹省和默尔特-摩泽尔省，西接上马恩省，南至上索恩省和贝尔福地区省，东临上莱茵省和下莱茵省。
与尚德赖接壤的市镇（或旧市镇、城区）包括：瑞萨吕、拉沃利讷迪乌、列泽、雷欧帕勒、格朗日-欧蒙泽。

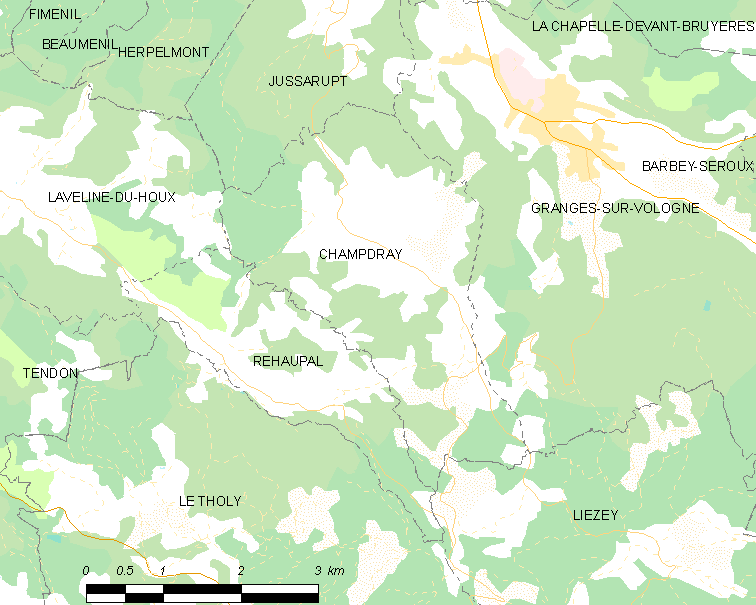
尚德赖的OSM定位图

尚德赖的时区为UTC+01:00、UTC+02:00（夏令时）。

## 行政
尚德赖的邮政编码为88640，INSEE市镇编码为88085。

## 政治
尚德赖所属的省级选区为布吕耶尔县。

## 人口

1962-2008年间尚德赖人口变化图示

尚德赖于2022年1月1日时的人口数量为192人。